# جايلز فوستر
جايلز فوستر (بالإنجليزية: Giles Foster)‏ هو مخرج بريطاني، ولد في القرن العشرين.

## وصلات خارجية
- جايلز فوستر على موقع IMDb (الإنجليزية)
- جايلز فوستر على موقع ألو سيني (الفرنسية)
- جايلز فوستر على موقع أول موفي (الإنجليزية)
- جايلز فوستر على موقع قاعدة بيانات الأفلام السويدية (السويدية)
- جايلز فوستر على موقع قاعدة بيانات الفيلم (الإنجليزية)
- جايلز فوستر على موقع كينوبويسك (الروسية)